# Lucas Alamán

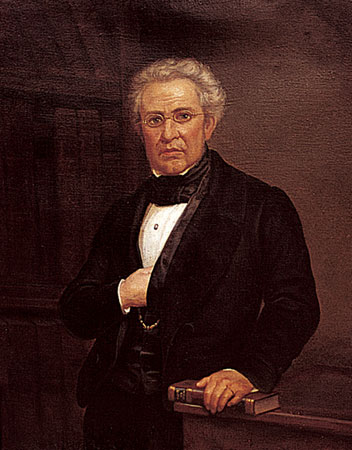
Lucas Alamán

Lucas Ignacio Alamán y Escalada (* 18. Oktober 1792 in Guanajuato; † 2. Juni 1853) war ein konservativer mexikanischer Politiker, Historiker und Bergbauingenieur. Auch war er an Botanik interessiert, sein Autorenkürzel lautet Alamán.

## Leben und Wirken
Alamáns wohl wirkungsstärkstes Werk stellt die Historia de México dar, dessen mehrere Bände zwischen 1849 und 1852 veröffentlicht wurden. Es zählt zu den Standardwerken der mexikanischen Geschichtsschreibung. Obgleich selbst in entscheidendem Maße politisch tätig, fasste er seine Zeit unter dem Begriff „Epoche der Revolutionen Santa Annas“ zusammen, um so die alles überragende politische Macht dieses Generals herauszustellen. Nach der Niederlage Mexikos Ende der 1840er Jahre im Krieg gegen die USA forcierte Alamán als Führer der Konservativen die Wiedererrichtung einer Monarchie. Während in Europa nach möglichen Kandidaten für den Thron gesucht wurde, sollte Antonio López de Santa Anna übergangsweise die Präsidentschaft übernehmen, was er im April 1853 auch tat.
Alamán hatte zudem entscheidenden Anteil an der Industrialisierung Mexikos. So gründete er 1830 die Banco de Avío, die in den 1830er-Jahren zur treibenden Kraft bei der Industrialisierung des Landes wurde, und 1836 leitete er mit der Gründung der Textilfabrik Cocolapan (bzw. Cocolapam) die Industrialisierung der ehemals bedeutenden Industriestadt Orizaba ein.

## Ehrungen
Lucas Alamán wurde 1826 zum korrespondierenden Mitglied der Bayerischen Akademie der Wissenschaften gewählt.
Sein Name ist verewigt in der Gattung Alamania La Llave & Lex. der Familie der Orchideen.